# Мистер Олимпия 1995
Мистер Олимпия 1995 — одно из самых значимых международных соревнований по культуризму, прошедшее под эгидой Международной федерации бодибилдинга (англ. International Federation of Bodybuilding, IFBB) 10 сентября Атланта, США. Победитель Дориан Ятц — четвёртый титул.

## Таблица
Место	Участник	№	Страна	1	2	3	4	Всего	Награда
- 1	Дориан Ятс	6	Англия	5	5	5	5	20	110 000
- 2	Кевин Леврон	18	США	12	12	10	10	44	50 000
- 3	Нассер Эль Сонбати	1	Германия	13	19	21	15	68	30 000
- 4	Шон Рэй	8	США	20	16	18	20	74	25 000
- 5	Винс Тейлор	2	США	25	29	20	25	99	15 000
- 6	Крис Кормье	7	США	36	32	32	30	130	12 000
- 7	Майк Франсуа	15	США	39	31	36 106	8 000
- 8	Флекс Уиллер	12	США	34	41	40 115	7 000
- 9	Аарон Бейкер	11	США	46	43	45 134	6 000
- 10	Чарльз Клермон	10	Барбадос	47	54	55 156	5 000
- 11	Ронни Колеман	4	США	56	49	51 156	1 000
- 12	Пол Демайо	14	США	62	63	63 188	1 000
- 13	Сонни Шмидт	5	Австралия	63	64	63 190	1 000
- 14	Ян Харрисон	16	Англия	65	65	64 194	1 000
- 15	Даррем Чарльз	9	Тринидад	65	65	65 195	1 000
- 16	Павол Яблоницкий	17	Чехия	65	65	65 195	1 000
- отказ	Ахим Альбрехт	13	Германия	65	65 130
- отказ	Портер Котрелл	3	США